# Festuca amethystina
Fétuque améthyste
Espèce
Classification phylogénétique
Festuca amethystina, également connue sous le nom de fétuque touffue, est une espèce d'herbe de la famille des Poacées. Elle est originaire d'Europe, y compris la Turquie.
Elle a pour synonymes :
- Festuca capillata Lam. in Fl. Franç. 3: 597 (1779), nom. superfl.
- Festuca ovina var. amethystina (L.) Asch. & Graebn. in Syn. Mitteleur. Fl. 2(1): 488 (1900), nom. illeg.
- Festuca ovina var. capillata Heynh. in Nom. Bot. Hort.: 331 (1840)
- Festuca ovina subsp. capillata (Heynh.) Arcang. in Comp. Fl. Ital. (1882)
- Poa capillata Mérat in Nouv. Fl. Env. Paris, ed. 2: 27 (1821), nom. superfl.

## Description
Festuca amethystina, la fétuque améthyste, est une graminée vivace persistante aux fines feuilles molles, très longues, capillaires, anguleuses, rudes, colorées de bleue-vert. Les ligules sont très courtes, biauriculées. Elle est touffue et forme un coussin compact de 40 cm de haut. Son inflorescence en fin de printemps et début d’été est formée d'épis légers teintés de violet. Les panicules longues de 8-20 cm, ovales ou oblongues, sont à rameaux souvent géminés. Les épillets de 7-10 mm sont lancéolés, à 3-4 fleurs espacées mutiques. Les glumes peu inégales, aiguës, les glumelles de 4-6 mm étroitement scarieuses, aiguës ou mucronées. Les ovaires sont un peu poilus
.

## Origine et habitat
Originaire des Alpes et du Sud de l’Europe. Elle est adaptée au soleil ou à la mi-ombre dans tout sol bien drainé. Elle est rustique et résiste jusqu'à – 15° une fois bien installées. Elle est persistante et ne craint pas les épisodes de sécheresse et même les embruns. Elle n'a aucune sensibilité particulière aux maladies.

## Utilisation
Demandant peu d'entretien, résistante et d'un bel aspect, elle est utilisée comme plante ornementale et pour les couverts végétaux tels que les toitures .